# Aldona (ort i Indien)
Aldona är en ort i Indien.   Den ligger i distriktet North Goa och delstaten Goa, i den sydvästra delen av landet, 1 500 km söder om huvudstaden New Delhi. Aldona ligger 17 meter över havet och antalet invånare är 6 606.
Terrängen runt Aldona är platt. Runt Aldona är det tätbefolkat, med 383 invånare per kvadratkilometer. Närmaste större samhälle är Māpuca, 7,0 km väster om Aldona. I omgivningarna runt Aldona växer huvudsakligen savannskog.